# Chris Rea (альбом)
Chris Rea — четвёртый студийный альбом британского автора-исполнителя Криса Ри, выпущенный весной 1982 года. Продюсером, как и с предыдущим альбомом, опять выступил сам Крис, но на этот раз уже вместе с Джоном Келли. Диск был выпущен лейблами East West и Rhino.

## Отзывы критиков
По факту выхода альбома в свет, американский еженедельник Billboard разместил на своих страницах сразу две рецензии, 27 марта и 24 апреля. В обоих обзорах отмечался хрипловатый, напоминающий Боба Сигера, голос певца. Его называли одним из самых ярких рок-авторов современности, «который создаёт ясные образы для будущего» и «имеет уникальную манеру исполнения».

## Список композиций
Слова и музыка всех песен — Криса Ри.
| №   | Название                           | Длительность |
| --- | ---------------------------------- | ------------ |
| 1.  | «Loving You»                       | 3:49         |
| 2.  | «If You Choose to Go»              | 4:12         |
| 3.  | «Guitar Street»                    | 4:00         |
| 4.  | «Do You Still Dream?»              | 4:00         |
| 5.  | «Every Beat of My Heart»           | 3:23         |
| 6.  | «Goodbye Little Columbus»          | 4:17         |
| 7.  | «One Sweet Tender Touch»           | 3:50         |
| 8.  | «Do It for Your Love»              | 3:45         |
| 9.  | «Just Want to Be with You»         | 4:00         |
| 10. | «Runaway»                          | 3:32         |
| 11. | «When You Know Your Love Has Died» | 4:07         |

### Синглы
1. «Loving You» с бонус-треком «Let Me Be the One»
2. «Every Beat of My Heart» с бонус-треком «Don’t Look Back»

## В записи участвовали
| - Крис Ри — вокал, инструменты - Роберт Авай — гитара - Мартин Кершоу — гитара - Джим Маллен — гитара - Алан Мерфи — гитара - Саймон Никол — гитара - Брюс Линч — бас-гитара - Стив Лоуренс — бас-гитара, string bass - Йохан О’Нейлл — бас-гитара - Дейвид Пэтон — бас-гитара - Энди Пауэлл — бас-гитара | - Кевин Лич — клавишные - Макс Миддлтон — клавишные - Майк Моран — клавишные - Пит Уингфилд — клавишные, орган - Дэйв Скиннер — пианино - Рон Эспри — саксофон - Скайла Канга — гармоника, арфа - Дейвид Снелл — арфа - Стюарт Эллиотт — барабаны - Дэйв Мэттекс — барабаны - Эйдриан Ри — барабаны | - Рей Купер — ударные, бубен - Мартин Дитчэм — ударные - Берли Драммонд — бэк-вокал - Кэрол Кэньон — бэк-вокал - Кэйти Киссун — бэк-вокал - Дейвид Пэк — бэк-вокал - Джо Пуэрта — бэк-вокал - Линда Тэйлор — бэк-вокал - Джон Келли — продюсер, звукорежиссёр - Renate — помощник звукорежиссёра - Тони Ричардс — помощник звукорежиссёра |